# Beniamino Gally
Beniamino Gally – włoski skoczek narciarski, srebrny medalista mistrzostw Włoch z 1924 roku. Uczestnik mistrzostw świata (1927).
W 1927 roku wziął udział w rywalizacji skoczków narciarskich podczas Mistrzostw Świata w Narciarstwie Klasycznym 1927. Po skokach na odległość 34 i 39,5 metra uzyskał notę 13,062 pkt. i został sklasyfikowany na 24. pozycji.